# Caliza de Vegadeo

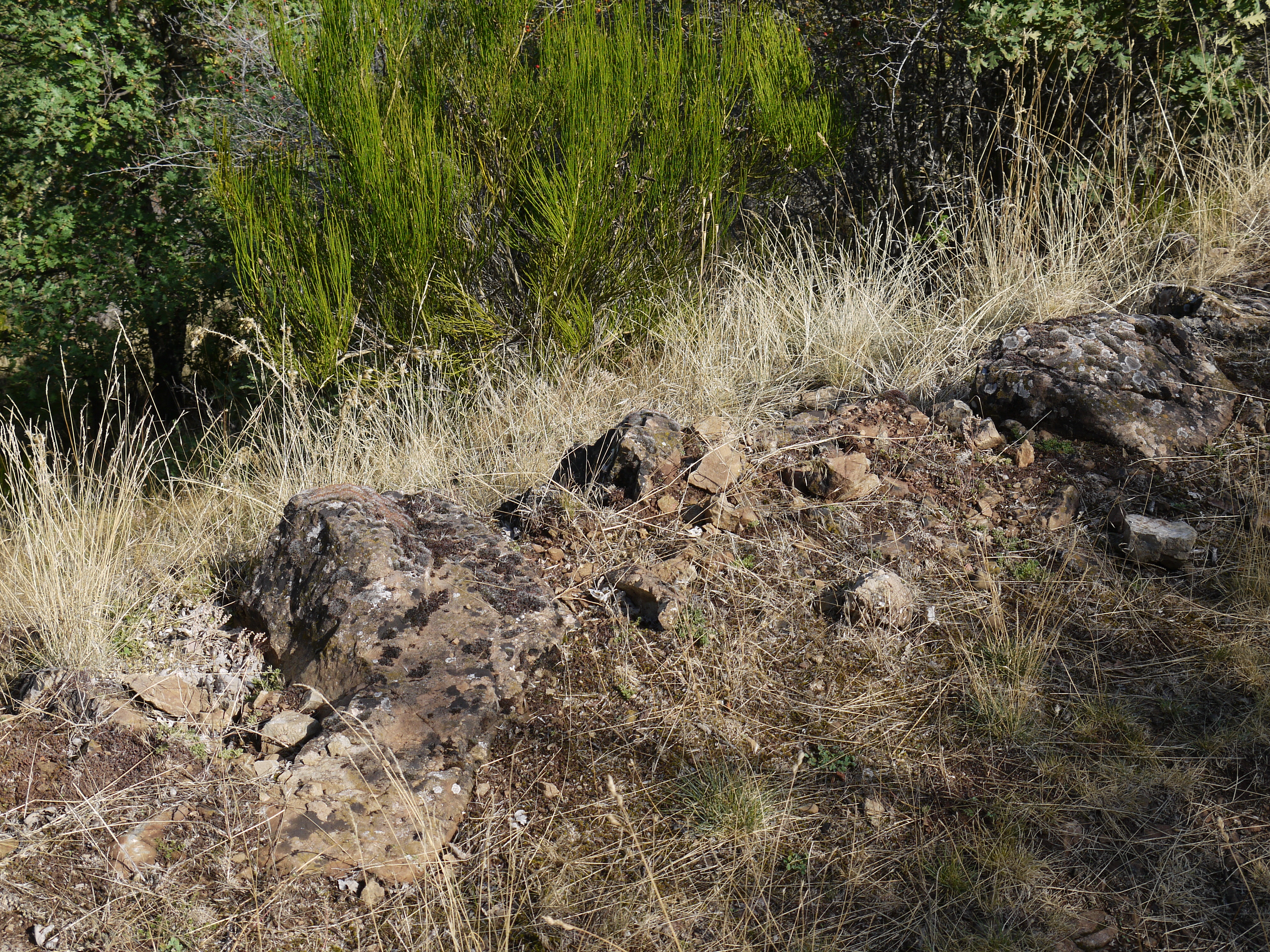
Rocas de la Fm. Caliza de Vegadeo en las cercanías de Inicio (provincia de León)

La Caliza de Vegadeo es una de las unidades estratigráficas que conforman la zona geológica Asturoccidental-Leonesa (ZAOL) situada al noroeste de la península ibérica. Data del  Cámbrico Inferior y se encuentra intercalada entre los conjuntos detríticos de la formación de Cándana (Cámbrico Inferior) y de Los Cabos (Cámbrico Medio). La formación de Vegadeo está compuesta de calizas de diversos grados de dolomitización e intensamente metamorfizadas, con facies características de una plataforma marina de baja profundidad y zonas de litoral.
El nombre del conjunto proviene de la denominación usada por Charles Barrois en el siglo XIX para designar el conjunto de calizas en las inmediaciones de Vegadeo; otros autores le han dado distintos nombres en diferentes zonas geográficas. Aflora de manera muy continua en toda la longitud el flanco occidental del antiforme de Narcea. También se observan afloramientos importantes en la región de Ouría (Boal) y en el Dominio del Manto de Mondoñedo, en la zona occidental de la ZAOL.
En esta formación se han hallado depósitos de plomo y cinc, a menudo asociados a otros minerales como la plata y el  mercurio; existen explotaciones de estos minerales en Ponferrada (León) y Rubiales (Lugo). La caliza también se usa como roca machacada o para la obtención de cal.

## Estratigrafía
Según Zamarreño y sus colaboradores, se distinguen tres zonas en la formación, de composición y edades diferentes. El nivel inferior consiste en una alternancia de pizarras, areniscas y calizas, que Lotze describió como «capas de transición» y que otros autores incluyen en la Formación de Cándana. Esta zona contiene fósiles de trilobites y arqueociatos, que sitúan su origen en el Cámbrico Inferior. En 1998 se hallaron en este nivel algunos Proarticulados adjudicados a la familia Vendomiidae, los más jóvenes ejemplares que se conocen de esta familia. El nivel medio está compuesto por calizas y dolomías masivas; se caracteriza por la ausencia de fauna y la presencia de láminas algares. El miembro superior contiene pizarras, margas verdes y biomicritas, en algunos lugares de tono rosado. En este nivel se hallan numerosos fósiles de trilobites, equinodermos y braquiópodos del Cámbrico Medio; esta capa se ha considerado también como base de la serie de Los Cabos.

## Recursos naturales
Los minerales de plomo y cinc aparecen frecuentemente asociados a la formación de la Caliza de Vegadeo. En los niveles inferiores de la formación aparecen bien como diseminaciones en niveles de sulfuros metálicos, principalmente esfalerita y galena, o en brechas interestratificadas con esfalerita y galena. En el nivel superior de la formación, en inmediato contacto con la Serie de Los Cabos, se observa una mineralización más importante en términos de reservas e interés económico. Los procesos principales de formación de los yacimientos de los estratos superiores son, por un lado, la silificación de la caliza por procesos hidrotermales; y por otro, la dolomitización; en  el área de Ponferrada se observa una brecha de una potencia de metros al mismo nivel de la mineralización silícea, compuesta por calcita espática, sulfuros y una matriz de clorita. Las mineralizaciones del nivel superior cuentan con una mayor abundancia y variedad de minerales traza, como cobalto, níquel, mercurio o antimonio y en algunas muestras, oro.
Hay depósitos de importancia en la zona de Castropol, Vegadeo y Taramundi, en Rubiales y en el área de Ponferrada y Sierra del Caurel. También son de posible interés los depósitos en el sector de Oencia-Castropetre. En las explotaciones de Rubiales los minerales se encuentran en una concentración de 7,3 % para el cinc, 1,3 % para el plomo y 50 g/t (gramos por tonelada) de plata. En las minas Antonia y Santa Bárbara, en Ponferrada, hay un 8-10 % de plomo-cinc y 30 g/t de plata.

## Historia
El término Caliza de Vegadeo se debe a Charles Barrois un geólogo francés que, en el siglo XIX, realizó el primero estudio referenciado de esta formación en las proximidades de la población del mismo nombre, al oeste de Asturias. Lotze utilizó los nombres Caliza de Cuevas y Caliza de Playa para referirse al nivel en la zona del Sil y Cudillero-Cadavedo respectivamente. Posteriormente, Färber y Jaritz utilizaron la nomenclatura de Calizas de Andina y de Cuernos y de Andina para referirse a la formación en los mismos dominios.

## Extensión geográfica
La formación aflora de manera muy constante en el flanco occidental del antiforme de Narcea, y de forma más discontinua, en el flanco inverso del pliegue acostado de Mondoñedo y en la parte sur-occidental del núcleo precámbrico del mismo pliegue. También se encuentran afloramientos fragmentarios en la zona
media de la ZAOL. Por la composición y la edad, se la considera equivalente a la formación Láncara de la Zona Cantábrica, en la mitad oriental de Asturias y el nordeste leonés.
Al oeste de la ZAOL, en la provincia de Lugo, la caliza de Vegadeo aflora en las proximidades de Lorenzana, Mondoñedo y Sasdónigas, en bandas de dirección predominantemente SW-NE. Otro afloramiento en dirección N-S, al oeste de la sierra de Pousadoiro desaparece al alcanzar el río Miño cerca de Meira. La formación emerge de nuevo al norte de Castroverde. En Baralla se observan varias bandas, en dirección N-SE. También se observan importantes afloramientos en el Dominio de Cauriel, al oeste de Oencia, en las cercanías de Becerreá. El espesor oscila entre los 80 m en Meira y los 220 en Becerreá.
En la provincia de León se observa la caliza de Vegadeo en el municipio de Ponferrada (dominio de Peñalba), Truchas, en La Cabrera y en la rama sureste del antiforme de Narcea, en el Alto Sil y cuenca del río Omaña al norte de la provincia. El espesor de la formación llega hasta los 300 m en el Alto Sil y desciende bruscamente hacia el norte, en el límite con la Zona Cantábrica, y más gradualmente hacia el sur.
La formación, que sigue la direcció NO-SE en la zona del Altos Sil toma la dirección norte a partir de la sierra de Degaña en Asturias, siguiendo el contorno del anticlinal de Narcea. Cerca de Cangas de Narcea el afloramiento vira hacia el nordeste hasta llegar a la costa en Punta de Cuernos. Al oeste de la provincia, la caliza aflora en Vegadeo, en los anticlinales del Eo y Espina, y La Caridad-San Martín, con una orientación N-S.